# Seif Samir
Seif Samir (in arabo سيف سمير‎?; 5 giugno 1993) è un cestista egiziano.

## Carriera
Con l'Egitto ha disputato i Campionati mondiali del 2014.